# René-Louis Doyon
Pour les articles homonymes, voir Doyon (homonymie).
René-Louis Doyon, dit « le Mandarin », est un libraire, éditeur, revuiste et écrivain français, né le 3 novembre 1885 à Blida (Algérie française) et mort à Paris (13e) le 10 novembre 1966.

## Biographie
Employé chez Figuière en 1913, René-Louis Doyon ouvre en 1917 une librairie dans le quartier de la Madeleine à Paris qu'il transforme, l'année suivante, en une maison d'édition appelée La Connaissance. En 1920, il fonde une revue du même nom dont il assure seul la rédaction, la publication et la diffusion (26 numéros de 1920 à 1922), puis à partir de 1923, la publication prend le nom des Livrets du Mandarin. En dépit de la qualité de son travail, son entreprise décline à partir de 1933. Doyon entre alors chez Denoël qui rachète le fonds de sa maison en 1937.
On doit à René-Louis Doyon, grand érudit, des biographies d’Isabelle Eberhardt, de Joséphin Péladan et de Jehan-Rictus dont il a été le premier lecteur du journal intime, ayant été chargé de faire l'inventaire des papiers laissés par cet auteur après sa mort. Doyon est aussi l'auteur d'une édition critique du Port-Royal de Sainte-Beuve, d'études sur Barbey d'Aurevilly, l'éditeur de la première nouvelle de Marcel Jouhandeau et des premiers textes d'André Malraux. On lui doit encore des essais, des romans, des contes, un recueil de poésie, un volume de souvenirs : Mémoire d’homme, souvenirs irréguliers d’un écrivain qui ne l’est pas moins (1er vol., La Connaissance, 1953), l'Éloge du maquereau (1949) et la publication en 1960 d'un volume d'œuvres inédites de Marc Stéphane. Aux côtés de René Rasmussen, il dirige la collection « Reflets ».
Trouvé inanimé dans la rue le 1er novembre 1966, dans un état pitoyable, René-Louis Doyon avait repris connaissance à l'hôpital de la Pitié. Ses amis, dont Jules Roy, intervinrent alors auprès de Pierre Moinot, directeur général des arts et lettres. Le ministre des affaires culturelles, « André Malraux, écrivit au vieil homme de lettres que désormais sa vie matérielle serait assurée ». Ses obsèques, célébrées en l'église Saint-Paul, furent prises en charge par les arts et lettres.
Récipiendaire du prix des bouquinistes en 1956, remis des mains d'André Malraux. 
Jean Paulhan et André Gide comptèrent parmi ses fidèles.

## Publications

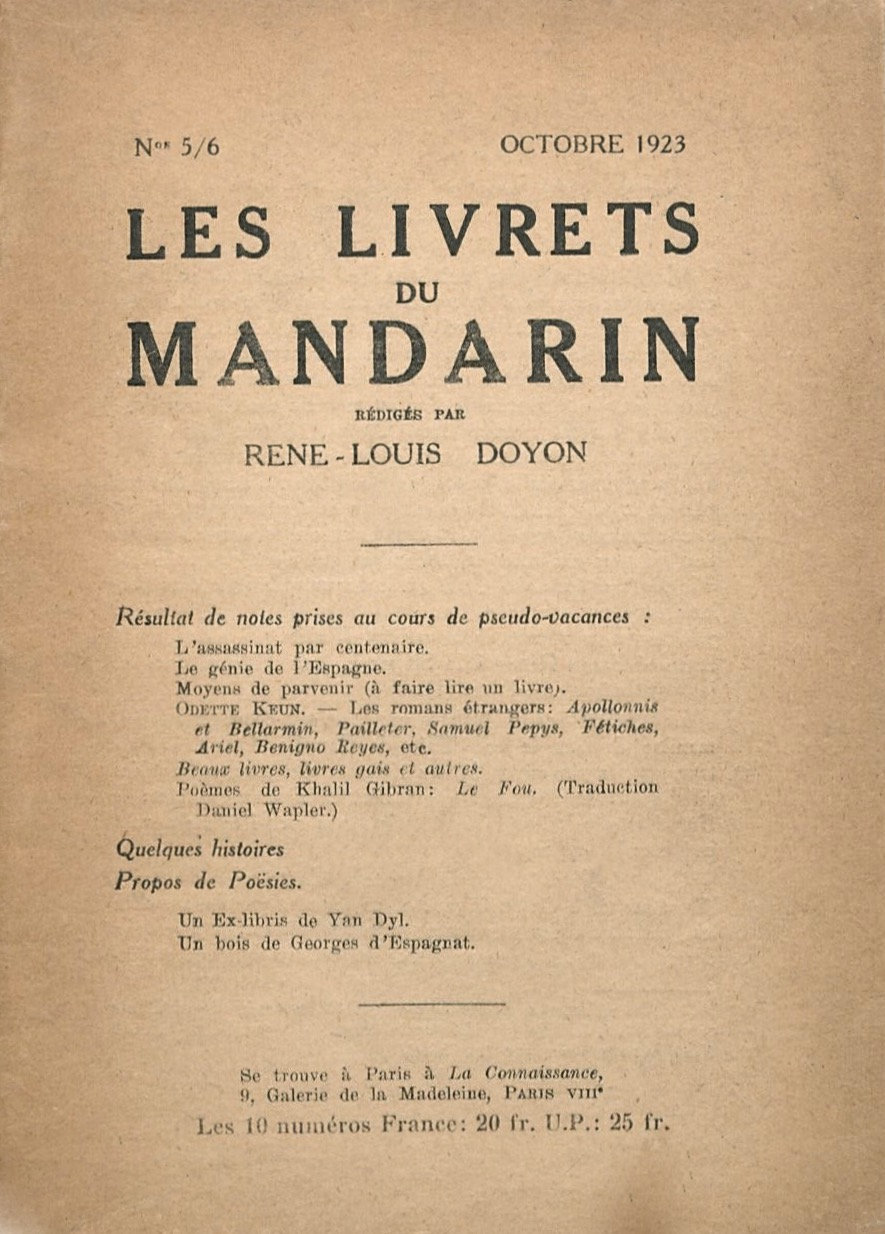
René-Louis Doyon, Les Livrets du Mandarin, no 5-6, octobre 1923.

### Poésie
- Sur mon chemin : contes et poèmes en prose, éd. Téqui, 1910.
- Un passé mort, éd. Figuière, 1913.

### Romans
- La Mise au tombeau, frontispice d'Armand Rassenfosse, 1923.
- L’Horizon débridé, 1920.
- L’Enfant prodiguée, 1929.
- Géronte aux Assises, 1932.
- Ombres dans « la Cathédrale », 1935.
- Éloge du maquereau, 1949. Réédition présentée par Éric Dussert, Paris, Éditions Serge Safran, 2014.

### Biographies
- Barbey d’Aurevilly amoureux et dupe, 1934.
- Jehan Rictus devant lui-même, Laurent Tailhade, Léon Bloy, 1943.
- Mon Oncle s'en va-t-en gloire : Bibliographie de Claude Tillier, 1943.
- Au pays des sables, Isabelle Eberhardt, 1944.
- La Douloureuse Aventure de Péladan, 1946.

### Souvenirs
- Mémoire d’homme, souvenirs irréguliers d’un écrivain qui ne l’est pas moins, 1953 (prix des bouquinistes 1956.